# テイラー・トース
テイラー・トース（英語: Taylor Toth, 1988年7月22日 - ）は、アメリカ合衆国出身の男性フィギュアスケート選手（ペア）。パートナーはキリ・バガ、フェリシア・ザンなど。
2010/2011 ISUグランプリシリーズ出場。

## 経歴
1988年アメリカ合衆国ピッツバーグ生まれ。8歳でスケートを始める。
カイリー・グリーソンとペアを組み、全米ジュニアフィギュアスケート選手権で何度か優勝する。後、2004年にモリー・アーロンとのペアを結成、全米フィギュアスケート選手権ノービスクラス4位となり2005/2006 ISUジュニアグランプリに参戦、出場2大会で4位、5位の成績をあげるがまもなくペアを解散する。
2006-07年シーズンにはミンナ・リーとのペアでも全米選手権に進出。またこの頃まで男子シングルでも競技を続ける。全米選手権での本選進出はないものの、大学選手権では2007年に全米チャンピオンとなるが、以降はペア競技に専念する。
2009年にフェリシア・ザンとのペアを結成し、4年ぶりにISUジュニアグランプリに出場。全米選手権ではジュニアクラスで優勝する。2010-11年シーズンにはISUグランプリシリーズ出場を果たす。シーズン終了後、フェリシア・ザンとのパートナーシップを解消した。
2012年3月23日、シングルスケーターのキリ・バガとのペア結成を発表した。

## 主な戦績
- 2012-13年シーズンはキリ・バガとのペア
- 2010-11年シーズンまではフェリシア・ザンとのペア
- 2006-07年シーズンはミンナ・リーとのペア
- 2005-06年シーズンまではモリー・アーロンとのペア

| 大会/年               | 2004-05 | 2005-06 | 2006-07 | 2009-10 | 2010-11 | 2012-13 |
| --------------------- | ------- | ------- | ------- | ------- | ------- | ------- |
| 全米選手権            | 4 N     |         | 7 N     | 1 J     |         | 8       |
| GPスケートアメリカ    |         |         |         |         | 7       |         |
| GPエリック杯          |         |         |         |         | 5       |         |
| チャレンジカップ      |         |         |         |         |         | 6       |
| ネーベルホルン杯      |         |         |         |         | 7       |         |
| 世界Jr.選手権         |         |         |         | 9       |         |         |
| JGP B.シュベルター杯  |         |         |         | 11      |         |         |
| JGPトルン杯           |         |         |         | 6       |         |         |
| JGPモントリオール     |         | 5       |         |         |         |         |
| JGPスケートスロバキア |         | 4       |         |         |         |         |

- J - ジュニアクラス、N - ノービスクラス

### 詳細
| 2012-2013 シーズン   |                                        |         |          |          |
| 開催日               | 大会名                                 | SP      | FS       | 結果     |
| 2013年2月21日 - 24日 | 2013年チャレンジカップ（ハーグ）       | 6 43.75 | 4 102.75 | 6 146.50 |
| 2013年1月20日 - 27日 | 全米フィギュアスケート選手権（オマハ） | 8 48.13 | 8 99.95  | 8 148.08 |

| 2010-2011 シーズン    |                                                        |         |         |          |
| 開催日                | 大会名                                                 | SP      | FS      | 結果     |
| 2010年11月26日 - 28日 | ISUグランプリシリーズ エリック・ボンパール杯（パリ）   | 5 40.93 | 5 86.55 | 5 127.48 |
| 2010年11月12日 - 14日 | ISUグランプリシリーズ スケートアメリカ（ポートランド） | 6 48.13 | 7 78.57 | 7 126.70 |
| 2010年9月23日 - 24日  | 2010年ネーベルホルン杯（オーベルストドルフ）           | 6 42.33 | 7 77.02 | 7 119.35 |

| 2009-2010 シーズン      |                                                                |          |          |           |
| 開催日                  | 大会名                                                         | SP       | FS       | 結果      |
| 2010年3月7日 - 14日     | 2010年世界ジュニアフィギュアスケート選手権（ハーグ）           | 6 48.50  | 9 79.51  | 9 128.01  |
| 2010年1月14日 - 24日    | 全米フィギュアスケート選手権 ジュニアクラス（スポケーン）      | 1 57.16  | 1 96.64  | 1 153.80  |
| 2009年9月30日 - 10月4日 | ISUジュニアグランプリ ブラオエン・シュベルター杯（ドレスデン） | 10 45.43 | 11 73.07 | 11 118.50 |
| 2009年9月9日 - 13日     | ISUジュニアグランプリ トルン杯（トルン）                       | 7 41.39  | 4 82.24  | 6 123.63  |

| 2006-2007 シーズン   |                                                           |         |         |          |
| 開催日               | 大会名                                                    | SP      | FS      | 結果     |
| 2007年1月21日 - 28日 | 全米フィギュアスケート選手権 ノービスクラス（スポケーン） | 3 42.03 | 9 64.17 | 7 106.20 |

| 2005-2006 シーズン   |                                                            |         |         |          |
| 開催日               | 大会名                                                     | SP      | FS      | 結果     |
| 2005年9月22日 - 25日 | ISUジュニアグランプリ モントリオール（モントリオール）     | 3 41.36 | 5 73.75 | 5 115.11 |
| 2005年9月1日 - 4日   | ISUジュニアグランプリ スケートスロバキア（ブラチスラヴァ） | 4 38.51 | 4 74.20 | 4 112.71 |

## プログラム使用曲
| シーズン  | SP                                                                            | FS                                                                                           | EX                                            |
| --------- | ----------------------------------------------------------------------------- | -------------------------------------------------------------------------------------------- | --------------------------------------------- |
| 2013-2014 | Be Italian 映画『NINE』より 作曲：モーリー・イェストン 振付：ロヒーン・ワード |                                                                                              |                                               |
| 2012-2013 | My Sweet and Tender Beast 作曲：エフゲニー・ドガ                              | ミュージカル『ラ・マンチャの男』より 作曲：ミッチ・リー                                      |                                               |
| 2010-2011 | 月の光 作曲：クロード・ドビュッシー                                           | ミス・サイゴンラプソディー 作曲：クロード＝ミシェル・シェーンベルク 演奏：ボーンマス交響楽団 | Orange Colored Sky ボーカル：ナタリー・コール |
| 2009-2010 | チャンバーミュージック 演奏：ロンド・ヴェネチアーノ                           | ワンダーランド 作曲：マクシム・ムルヴィツァ クイーンメドレー                                 | ライク・ア・プレイヤー 曲：マドンナ           |